# Challenger (ruimteveer)

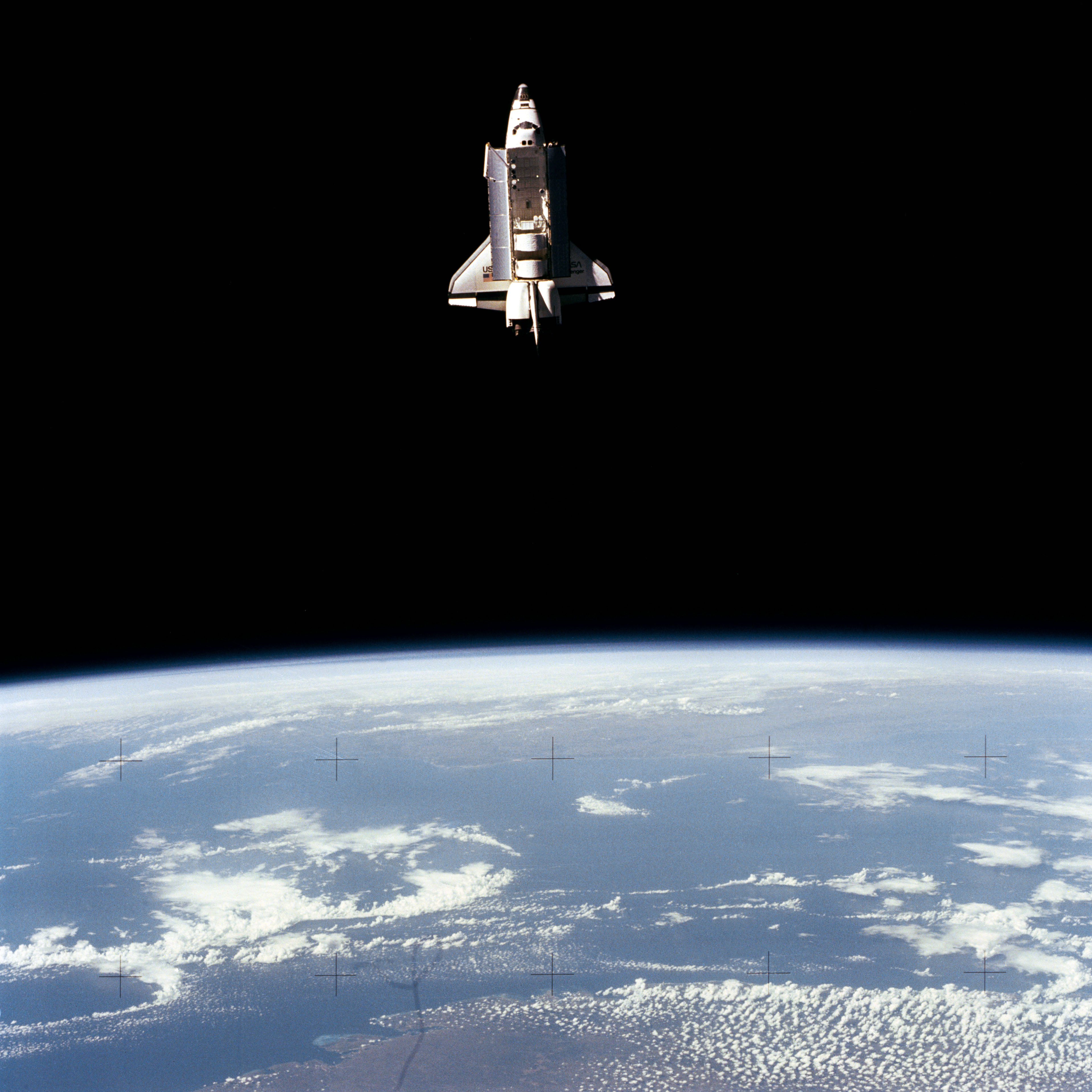
Challenger in een baan om de aarde

De Challenger was de tweede van de vijf spaceshuttles die gebouwd zijn.
Op 28 januari 1986 viel de Challenger 73 seconden na de lancering uit elkaar, waarbij alle zeven bemanningsleden omkwamen.

## Testobject
Oorspronkelijk was de Challenger gebouwd als testobject, om de sterkte van de mechanische constructie te kunnen beproeven. Bij het ontwerp van de spaceshuttle is zo extreem voor reduceren van het gewicht gekozen, dat elk onderdeel essentieel was geworden voor de sterkte van de totale shuttle. Daarom werd besloten om één shuttle speciaal te bouwen om aan de meest extreme mechanische belastingen bloot te stellen en zo de theoretische sterkteberekeningen te verifiëren.
Later in het programma werd besloten de derde testshuttle Enterprise niet aan te passen voor ruimtevluchten. Daardoor zou alleen de Columbia overblijven voor ruimtevluchten. NASA wilde het hele Space Shuttleproject niet laten afhangen van één enkel ruimtevaartuig en daarom werd in 1979 opdracht gegeven om de Challenger alsnog om te bouwen tot een ruimtewaardige spaceshuttle.

## Ruimtevluchten
In 1982 werd de aangepaste Challenger afgeleverd bij NASA en op 4 april 1983 werd hij voor het eerst gelanceerd (vlucht STS-6). De Challenger was daarmee de tweede spaceshuttle, na de Columbia, die in de ruimte vloog. De Challenger voltooide in totaal negen succesvolle missies. De Nederlandse astronaut Wubbo Ockels verbleef in dit ruimteveer (vlucht STS-61-A), enige tijd na de in Nederland geboren ruimtevaarder Lodewijk van den Berg (STS-51-B).
De Challenger was de enige spaceshuttle waar meer dan zeven personen in vervoerd konden worden (acht). Uiteindelijk is dit slechts eenmaal gebeurd, bij vlucht STS-61-A.
Hieronder staan alle missies die de Challenger uitvoerde.
| #  | Lanceerdatum     | Missie   | Lanceercomplex               | Landingsdatum                                         | Landingsplaats                                        |
| -- | ---------------- | -------- | ---------------------------- | ----------------------------------------------------- | ----------------------------------------------------- |
| 1  | 4 april 1983     | STS-6    | LC-39A, Kennedy Space Center | 9 april 1983                                          | Edwards Air Force Base                                |
| 2  | 18 juni 1983     | STS-7    | LC-39A, Kennedy Space Center | 24 juni 1983                                          | Edwards Air Force Base                                |
| 3  | 30 augustus 1983 | STS-8    | LC-39A, Kennedy Space Center | 5 september 1983                                      | Edwards Air Force Base                                |
| 4  | 3 februari 1984  | STS-41-B | LC-39A, Kennedy Space Center | 11 februari 1984                                      | Kennedy Space Center                                  |
| 5  | 6 april 1984     | STS-41-C | LC-39A, Kennedy Space Center | 13 april 1984                                         | Edwards Air Force Base                                |
| 6  | 5 oktober 1984   | STS-41-G | LC-39A, Kennedy Space Center | 13 oktober 1984                                       | Kennedy Space Center                                  |
| 7  | 29 april 1985    | STS-51-B | LC-39A, Kennedy Space Center | 6 mei 1985                                            | Edwards Air Force Base                                |
| 8  | 29 juli 1985     | STS-51-F | LC-39A, Kennedy Space Center | 6 augustus 1985                                       | Edwards Air Force Base                                |
| 9  | 30 oktober 1985  | STS-61-A | LC-39A, Kennedy Space Center | 6 november 1985                                       | Edwards Air Force Base                                |
| 10 | 28 januari 1986  | STS-51-L | LC-39B, Kennedy Space Center | Niet geland; verongelukte 73 seconden na de lancering | Niet geland; verongelukte 73 seconden na de lancering |

## Ramp
De Challenger ontplofte 73 seconden na de lancering van zijn tiende vlucht STS-51-L op 28 januari 1986. Hij werd onder grote publieke belangstelling gelanceerd. Al tijdens de eerste seconden van de vlucht lekten er hete gassen uit de rechterstuwraket, door een defecte rubberen O-ring die de buitenste afdichting vormde tussen het onderste deel en de rest van de stuwraket. Deze O-ring was niet bestand tegen de lage temperatuur van 2 graden Celsius op het moment van de lancering.
|  |  |